# Репортёрская стойка
Репортёрская сто́йка — вербальный репортёрский приём, когда журналист работает непосредственно в кадре, часто — на месте освещаемого события. 
Альтернативный (жаргонный) термин — Стендап (от англ. standup — стойка). Есть два варианта подготовки сюжета с применением стойки:
- 1) Материал, подготовленный до выхода в эфир: автор отслеживает (мониторит) ход событий из студии и при необходимости обновляет закадровый текст, не имея возможность перезаписать сюжет.
- 2) Прямая трансляция с места события: репортёр знает (или вычисляет), что событие состоится во время выхода новостей в эфир. Тогда на место действия выезжает передвижная телевизионная станция (ПТС) и в эфир выдаётся прямое включение, у журналиста есть возможность передавать в эфир сюжет на фоне происходящего.

## Типы стойки
Стойки подразделяются на три категории:
- начальная;
- «мостик» (переход от одного фрагмента к другому);
- и финальные, когда журналист подводит итоги и представляет себя и съёмочную группу.

## Методика записи
Практикуются три способа записи сюжета:
- 1) Репортёр работает на каком-либо фоне.
- 2) Работа на фоне событий (соревнование, митинг, пожар, уличное движение и тому подобное)
- 3) Запись в движении.

Ирвинг Фэнг[кто?] даёт следующие рекомендации:
Идите с демонстрантами без ущерба для своего здоровья; проезжайте по снесённому городу; сидите на полуразвалившемся крылечке рядом с работниками соцобеспечения и бедняками; стойте в толпе орущих подростков; выходите из-за диковинной статуи; рассказывайте о знаменитости, когда она за вашей спиной говорит или пожимает руки. Будьте визуальной частью сообщения!
Следует учесть, что хотя большинство сюжетов записываются в позиции «сто́я», журналист при записи может сидеть, лежать или даже висеть, если это оправданно сюжетом.
Существуют три способа работы с микрофоном:
- 1) Классический: репортёр держит микрофон в руке.
- 2) Новаторский: микрофон ведущего закреплён в петлице (так называемая «петля»[7]), что делает пластику журналиста более подвижной.
- 3) «Скрытая камера» (на отечественном телевидении методику использовал ведущий программы «Взгляд» Александр Политковский.

- Телевизионная работа на натуре (природный фон с перспективой)
- Александр Проханов с микрофоном на близком фоне
- Александр Политковский и Владимир Мукусев — пионеры жанра «скрытой камеры»
- Евгений Додолев: работа с петлёй в программе «Взгляд»

## Профессиональные мотивы
Стойки применяют ради достижения ряда профессиональных задач:
- превратить репортёра в узнаваемого телеперсонажа;
- показать, что корреспондент находится непосредственно на месте, откуда ведётся трансляция;
- резюмировать информацию и/или спрогнозировать события;
- сконцентрировать зрительское внимание на наиболее важной информации;
- смоделировать плавный переход от одной части сюжета к другой;
- скомпенсировать дефицит видеоряда.

Шеф-редактор Службы информационного вещания телеканала «Культура» Андрей Райкин говорил:
Стенд-ап — это часть смысловой конструкции сюжета. Появляясь в кадре, журналист становится таким же действующим лицом, как и другие персонажи. Если корреспондентом верно найдена своя роль — на него интересно смотреть, и такой стенд-ап запоминается. Если же все то же самое, что корреспондент сказал мне в кадре, он мог бы спокойно сказать за кадром и смысл сюжета от этого не изменится, — такой стенд-ап никому не нужен. У нас работала корреспондентом Галина Мишта — музыковед по образованию и репортёр по призванию. Она как-то сделала чудесный стенд-ап из оркестровой ямы в Большом театре: подошла к дирижерскому пульту, взяла ноты и стала объяснять, что означают значки, сделанные на партитуре. Речь шла о том, что эти рукописные обозначения — попытка дирижера очистить музыку от множественных редакторских наслоений и приблизить её к тому, что писал Мусоргский. Это было необычайно интересно и понятно даже людям, далеким от «тонких сфер». В данном случае репортёр, обладающий знаниями эксперта, стал участником события. В оркестровую яму, кстати говоря, пустят далеко не каждого.

## Предъявляемые требования
Существуют неписаные стандарты применения данного приёма:
- стендап не должен быть более 20 секунд;
- фон, на котором стоит журналист, должен иметь отношение к тематике сюжета;
- используются средние (а не общие или крупные) планы для генерации доверительной атмосферы в условном «диалоге» между зрителем и репортёром;
- журналист должен постоянно следить за своим внешним видом так, чтобы он соответствовал теме и атмосфере сюжета;
  - журналист (репортер) в кадре должен быть без солнцезащитных очков, а также без головного убора, даже в сильный мороз[10];
- текст должен чётко отделяться от так называемого закадрового текста;

Ирвинг Фэнг[кто?] подчеркивал значимость звуковых фрагментов:
Написать текст к видеосюжету — не значит просто должным образом соотнеси слова и изображение. Авторы текста и видеоизображения должны уметь работать со звуком. Под этим подразумевается выбор лучшей из имеющихся цитат, той, которая содержит самую ценную информацию и передает её наиболее четко и увлекательно.

## Некоторые факты
- В профессиональных конкурсах есть приз в номинации «За лучший стенд-ап»[11].
- Книга телеведущего Владимира Мукусева «Разберёмся…» проиллюстрирована стендапами: на фронтальной обложке журналист с микрофоном и граблями, а на последней — с микрофоном на фоне Останкино.
- Игорь Шестаков вспоминал[12]:

Специальный репортаж существовал до нас… Мне кажется, мы придумали удачный слоган для этого жанра. «Теперь я знаю об этом достаточно». Действительно, была такая программа «Репортёр», которая одна из первых занялась специальными репортажами. Мы культивировали stand-up’ы — работу репортёров в кадре. Придумывали мизансцены, ракурсы. Иногда съемка stand-up’ов занимала больше времени, чем сам репортаж. Например, когда мы снимали 60-серийный документальный цикл фильмов «Это — Москва», делали к нему «шапку», которая состояла из проходов с рассказом о том, что будет в этих фильмах. Мы снимали их больше недели, потому что надо было снимать в определённое время суток. Помню, мы писали с Андреем Сычевым stand-up в метро — он стоял на платформе и говорил начало фразы, я в этот момент ехал в поезде и должен был её подхватить на выходе причём из той двери, которая была прямо у него за спиной.